# بيلي جاكوبسون
بيلي جاكوبسون (بالإنجليزية: Billy Jacobson)‏ هو فارس جنوب أفريقي، ولد في 2 مايو 1980 في ديربان في جنوب أفريقيا.